# Tech Noir
Tech Noir är en syntklubb belägen i Stockholm. Klubben har funnits sedan 1999, och besöks mestadels av syntare, gothare och därtill relaterade utövare av subkultur. 
Klubben blev två gånger i början på 2000-talet utsedd till Stockholms bästa klubb av alltomstockholm.se, och på klubbens scen har band som Welle:Erdball, Covenant och Hocico framfört musik.

## Klubbens namn
Namnet Tech Noir är taget från en klubb som besöks av Sarah Connor, spelad av Linda Hamilton i James Camerons film Terminator från 1984. Begreppet "Tech Noir" blev efter ordets introduktion i filmen ett samlingsbegrepp för filmer som kombinerar Film Noir och Cyberpunk, något som var James Camerons ambition med Terminator. 